# Palm Beach International Raceway
Le Palm Beach International Raceway (nommé Moroso Motorsport Park de 1982 à 2008) est un circuit automobile situé à Palm Beach en Floride. Il a été construit en 1964 et réhabilité en 2008 par les nouveaux propriétaires, ce qui lui permet d'obtenir la certification de classe 2 de la FIA. Il peut aujourd'hui accueillir toutes sortes de compétitions.

## Histoire
Conçu par l'architecte Thrake Martyn, le circuit est construit en 1964 par Joe et Edward Bucheck, deux frères entrepreneurs, et la course inaugurale a lieu en mars 1965. Dès ses débuts le projet d'y déplacer les 12 Heures de Sebring est évoqué, mais le manque de moyens empêche le nouveau circuit d’accueillir l'épreuve. En 1969 un festival de musique y est organisé et reçoit de nombreux groupes et artistes comme Janis Joplin, The Rolling Stones, Sly and the Family Stone et Jefferson Airplane. Depuis, d'autres artistes, comme Eric Clapton, s'y sont produits.
La piste accueille plusieurs compétitions dont le Grand-Am. Construit sur une zone marécageuse, le circuit est cerné d'eau et plusieurs pilotes ont terminé leur course dans l'eau et la boue, Lyn St. James par exemple y est victime d'une sortie de piste à ses débuts et réussit de justesse à s'extirper de sa voiture qui s'enfonce dans une zone inondée. Il apparaît au début des années 1980 que la piste doit être modernisée mais la famille Buckheck ne peut plus financer son circuit. Elle décide de la vendre à Dick Moroso, un promoteur qui la rebaptise de son nom. En 1982 le circuit est l'hôte de la manche d'ouverture des Trans-Am Series de la SCCA.
Le circuit devient pendant de nombreuses années un lieu phare pour les courses de dragster dont le Super Chevy Show, qui attire chaque année plus de 100 000 spectateurs durant les trois jours que dure l'évènement. Si la piste de dragster est aux normes et permet à la piste de survivre, le raceway tombe en ruine. En 1983 le Français Oliver Chandon de Brailles se noie après qu'une sortie de piste l'ait jeté dans un canal.
En 1998 Dick Moroso meurt des suites d'un cancer et ses ayants droit décident de louer le circuit à des sociétés de production pour réaliser des films documentaires et des séries. Enfin en 2008 la piste est revendue à un consortium qui décide de moderniser la piste en réhabilitant entièrement les installations. La piste refaite accueille en hiver des écuries du championnat IndyCar Series pour des tests hivernaux. En 2010 le circuit reçoit l'ARCA RE/MAX Series et l'école de conduite de Skip Barber.

## Configuration
Le complexe comprend trois pistes :
- Circuit routier de 3,273 kilomètres, 12 à 18 m de large ;
- Circuit de karting de 1 280 mètres[3] ;
- Dragstrip de 402 mètres.

## Palmarès

### ARCA RE/MAX Series
| Date            | Nom          | Nationalité | Voiture | Distance | Vitesse moyenne | Écurie          |
| --------------- | ------------ | ----------- | ------- | -------- | --------------- | --------------- |
| 27 février 2010 | Justin Marks | États-Unis  | Dodge   | 241 km   | 117 km/h        | Construct Corps |